# Szúmra-dinasztia
A Szúmra-dinasztia egy uralkodó család volt az Indiai szubkontinensen, székhelyük Tatta volt. Szindhi eredetű, síita iszlám. Al Khafif uralkodásával kezdődött a dinasztia uralma Szindh térségében (mai Pakisztán) 1026-ban és 1356-ig tartott.
A Habari-dinasztia függő viszonyba került és Al Khafif uralma alá 1010-ben, aki a Szúmra-dinasztia alapítója volt, majd Mahmúd gaznavida szultán megszállta Manszurát. Így Szindh lett az Abbászida kalifátus legkeletibb állama, melyet a Szúmra-dinasztia uralt 1258-ig, Bagdad mongol megszállásáig. A dinasztia első és a Habari-dinasztia utolsó fővárosa Manszura volt.
A Szúmra törzs fellázadt Maszúd és a Gaznavidák ellen, mert saját vezérük elárulta őket. A dinasztia bukása után a Szamma-dinasztia került a helyébe. A szindi nyelv virágzott ebben az időszakban. A Szúmra-dinasztia végét jelentette, amikor az utolsó szúmra királyt legyőzte Alá ad-Dín Hildzsi, a Delhi szultanátus Hildzsi-dinasztiájának második uralkodója.

## Figyelemre méltó emberek
- III. Dodo Bin Khafef Soomro

## Lásd még
- Khafif

## Fordítás
- Ez a szócikk részben vagy egészben  a   Soomra Dynasty című angol Wikipédia-szócikk fordításán alapul.  Az eredeti cikk szerkesztőit annak laptörténete sorolja fel. Ez a jelzés csupán a megfogalmazás eredetét és a szerzői jogokat jelzi, nem szolgál a cikkben szereplő információk forrásmegjelöléseként.